# Alexander Jungbluth
Alexander Jungbluth, né le 7 février 1987 à Würselen (RFA), est un homme politique allemand. Membre de l'Alternative pour l'Allemagne (AfD), il est élu député européen le 9 juin 2024.

## Biographie
Alexander Jungbluth étudie à l'université de Bonn. Après avoir obtenu son diplôme, il travaille comme économiste, puis pour le député AfD du Bundestag Sebastian Münzenmaier (de).
En 2013, il rejoint la Jeune Alternative pour l'Allemagne et en devient plus tard le président du Land de Rhénanie-Palatinat. Lors des élections régionales de 2021 en Rhénanie-Palatinat, Jungbluth est candidat à la 10e position sur la liste de l'Alternative pour l'Allemagne (AfD) mais n'est pas élu. Lors des élections européennes de 2024 il est élu député européen.

### Positionnement politique
Alexander Jungbluth soutient le Dexit (de) Il appelle également au renforcement de la culture allemande et à l'interdiction des döner kebab et bars à chicha dans les villes allemandes. Il était opposé à l’endettement pendant la pandémie de Covid-19. Il souhaiterait étendre la surveillance vidéo dans les espaces publics et s'est prononcé contre l'admission volontaire des réfugiés en Rhénanie-Palatinat.
Il rejette l'introduction d'un contrôle des loyers et est favorable au versement d'une allocation aux parents qui souhaitent s'occuper de leurs enfants à la maison plutôt que de les confier à une garderie. Il est également opposé à l'introduction du droit de vote à partir de 16 ans aux élections nationales.